# Tibetsparv
Koslovsparv (Emberiza koslowi) är en fåtalig asiatisk tätting i familjen fältsparvar. Den förekommer endast i höga bergstrakter ovan trädgränsen i västra Kina. Beståndet tros vara stabilt, men IUCN anser den ändå vara nära hotad med tanke på den begränsade världspopulationen. 

## Utseende och läte
Tibetsparven är en satt, tjurnackad och rätt långstjärtad fältsparv med en kroppslängd på 16 centimeter. Hanen är karakteristisk med svart hjässa, brett vitt ögonbrynsstreck, vit strupe och svart på övre delen av bröstet. Ovansidan av vingen är kastanjefärgad. Sången består av en omelodisk och anspråkslös serie ljusa och vassa toner, "pi-pi-pipipew" notes.

## Utbredning och systematik
Tibetsparven förekommer endast i bergstrakter i västra Kina (torra Tibets gränser, sydvästra Qinghai och Sichuan). Den behandlas som monotypisk, det vill säga att den inte delas in i några underarter. Genetiska studier visar att den står närmast rödkindad sparv (Emberiza fucata) och kornsparv (Emberiza calandra).

## Levnadssätt
Tibetsparven bebor relativt öde och branta, busktäkta sluttningar ovan trädgränsen mellan 3 600 och 4 600 meters höjd. Födan antas bestå av olika frön, men utan tvekan mestadels insektsätare under häckningstid. Fågeln bygger ett jämfört med sina släktingar avvikande kupolformat bo och verkar häcka sent, med start först i slutet av juni och början av juni och kläckta ungar i mitten av juli. Arten antas vara stannfågel, möjligen att den rör sig till lägre regioner under hårt vinterväder, även om detta inte belagts.

## Status
Arten har ett stort utbredningsområde och beståndet anses vara stabilt. Internationella naturvårdsunionen IUCN listar den därför som livskraftig (LC).

## Namn
Fågelns vetenskapliga namn är en hyllning till den ryske upptäcktsresanden Pjotr Kuzmich Koslov (1863-1935). Fram tills nyligen kallades den även koslovsparv på svenska, men justerades 2022 till ett enklare och mer informativt namn av BirdLife Sveriges taxonomikommitté.